# 巴鲁瓦地区圣安德烈
巴鲁瓦地区圣安德烈（法語：Saint-André-en-Barrois，法語發音：[sɛ̃.t‿ɑ̃dʁe ɑ̃ baʁwa]）是法国默兹省的一个市镇，位于该省中西部，属于凡尔登区。

## 地理
巴鲁瓦地区圣安德烈（49°0'49"N, 5°13'48"E）面积9.33 平方千米，位于法国大東部大區默兹省，该省份为法国西北部内陆省份，北与比利时接壤，西接马恩省和阿登省，南至上马恩省和孚日省，东临默尔特-摩泽尔省。
与巴鲁瓦地区圣安德烈接壤的市镇（或旧市镇、城区）包括：博西特、埃普、伊佩库尔、尼贝库尔、苏伊。
巴鲁瓦地区圣安德烈的时区为UTC+01:00、UTC+02:00（夏令时）。

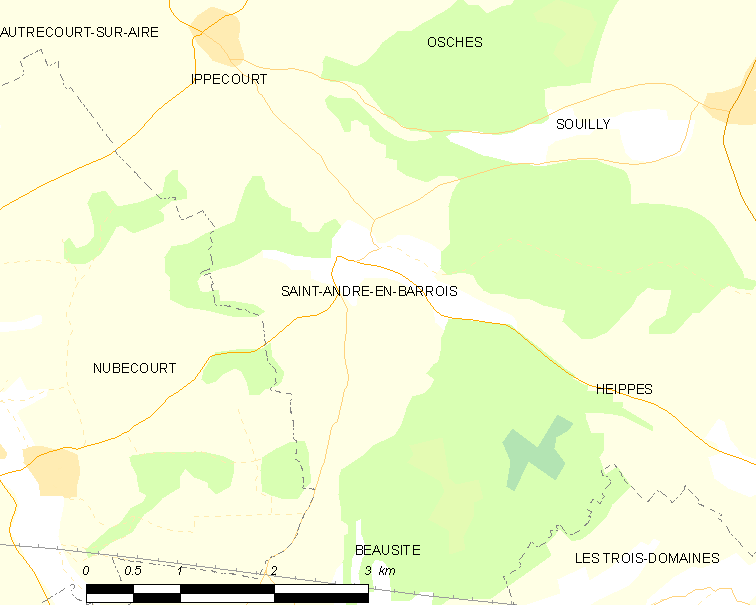
巴鲁瓦地区圣安德烈的OSM定位图

## 行政
巴鲁瓦地区圣安德烈的邮政编码为55220，INSEE市镇编码为55453。

## 政治
巴鲁瓦地区圣安德烈所属的省级选区为默兹河畔迪约县。

## 人口

1962-2008年间巴鲁瓦地区圣安德烈人口变化图示

巴鲁瓦地区圣安德烈于2022年1月1日时的人口数量为61人。